# Compton Dando
Compton Dando est une paroisse civile et un village du Somerset, en Angleterre.